# 名号
名号（みょうごう）とは、仏・菩薩の称号をさしていう。
仏の名号は、德を摂め、真実を表はすが故に、仏はその名号を以て、念ずる衆生を救ってくださる。
阿弥陀仏には、「四字名号」「六字名号」・「九字名号」・「十字名号」等の名号がある。

## 漢字の意味
名とは、一仏の別名。たとえば釈迦、薬師、阿閦、阿弥陀といったことである。
号とは諸仏の通名、如來、応供、等正覚、明行足などの、十号のこと。
体をよび顕すを名といい、德を称え標（あらは）すを号という。

## 名号本尊
浄土宗や浄土真宗などにおいて名号は、特に南無阿弥陀仏の名号を意味する。
浄土真宗においては、阿弥陀仏の六字名号、九字名号 、十字名号をもって本尊とする。
名号本尊（みょうごうほんぞん）とは、浄土真宗の本尊の形態の1つ。「六字名号」・「九字名号」・「十字名号」を紙や絹などに書して表装したもの。

### 六字名号
南無阿弥陀仏（なむあみだぶつ、なもあみだぶつ）
「南無」とは、帰依するを意味し、「阿弥陀仏に帰依する」の意。
『観無量寿経』の「下品下生」に、「かくのごとく心を至して、声をして絶えざらしめて、十念を具足して南無阿弥陀仏と称せしむ。仏名を称するがゆえに、念念の中において八十億劫の生死の罪を除く。」とある。この六字は、すなわち法蔵菩薩（阿弥陀仏の修行〈因位〉時の名）が修行し、大願大行を成就して正覚を得た上の名であるから、「果号」とも呼ばれる。如来のはたらきのすべて顕すとして、名号の中でも最も尊重され、本尊として用いられる。
このことから蓮如の言行録である『蓮如上人御一代記聞書』に、「一 のたまはく、「南無」の字は聖人（親鸞）の御流義にかぎりてあそばしけり。「南無阿弥陀仏」を泥にて写させられて、御座敷に掛けさせられて仰せられけるは、不可思議光仏、無礙光仏もこの南無阿弥陀仏をほめたまふ徳号なり。しかれば南無阿弥陀仏を本とすべしと仰せられ候ふなり。」と述べたことが伝えられ、阿弥陀仏の働きのすべてを顕すとしている。

### 九字名号
南無不可思議光如来（なむふかしぎこうにょらい、なもふかしぎこうにょらい）
曇鸞が『讃阿弥陀佛偈』に、「不可思議光 一心帰命稽首礼」と著し、自己の信念を表したことに基づく。
浄土真宗のお内仏（仏壇）の本尊の「脇掛」として掛ける。

### 十字名号
帰命尽十方無碍光如来（きみょうじんじっぽうむげこうにょらい）
天親が『無量寿経優婆提舎願生偈』（『浄土論』・『往生論』）に、「世尊我一心 帰命尽十方 無礙光如来 願生安楽国」と著し、自己の信念を表したことに基づく。
九字名号と同じく、お内仏（仏壇）に、本尊の「脇掛」として掛ける。またこの『浄土論』の言葉は、回向文として浄土真宗で用いられる。

浄土真宗では、親鸞以降の時代で、本尊は名号か、絵像か、木像か、という本尊論が活発に行われるようになり、親鸞回帰の動きに発展することもあった。

## 歴史上最初に名号を本尊とした親鸞
木像や絵像本尊を排して名号本尊となされたのは、親鸞が最初である。
親鸞が名号を本尊としたのは、明確である。
以下の根拠があげられる。

### 親鸞が名号本尊とした根拠
これは決して、時代背景とか、住居の影響とかというような、枝葉末節の問題で聖人がなされたものではなく、
親鸞聖人が名号を本尊となされたのは、実に、仏教の至極である釈尊の「本願成就文の「聞其名号」の教えによってなされたことであった。

七福の直筆の六字名号を制作され本尊とされた事実がある。

(1)南無阿弥陀仏の六字名号 (康 元元丙辰十月廿八日。本願寺蔵)

(2)南無不可思議光如来の九字 (八字) 名号 (康元元丙辰十月廿五日。専修寺蔵)

(3)帰命尽十 方無碍光如来の十字名号 (康元元丙辰十月廿五日。専修寺蔵)

(4)(3)と同じ (康元元丙辰十月廿八日。妙源寺蔵)

(5)帰命尽十方無碍光如来の籠文字の十字名号 (八十三歳。専修寺蔵)

(6)(5) と同じ (八十三歳。専修寺蔵)

(7)南無尽十方無碍光如来の十字名号 (年記不明。専修寺蔵) 

### 本願寺三代目覚如の根拠
「本尊なおもって『観経』所説の十三定善の第八の像観より出でたる丈六八尺随機現の形像をば、祖師あながちに御庶幾御依用にあらず。
天親論主の礼拝門の論文、すなわち「帰命尽十方無碍光如来」をもって真宗の御本尊とあがめましましき」（引用：『改邪鈔』）
意味：親鸞聖人は、生涯、木像や絵像を本尊とされず、名号を御本尊となされた。
「他の本尊をばもちいず、無碍光如来の名号ばかりをかけて、一心に念仏せられけるとぞ」（引用：『慕帰絵詞』）
意味：親鸞聖人は、絵像・木像を本尊とされず、名号ばかりを掛けて御本尊となされた。

### 覚如の長男存覚の根拠
「みな弥陀一仏の尊号なり」(引用『弁述名体鈔』)
意味：親鸞聖人の礼拝された御本尊は、みな南無阿弥陀仏の名号であった。
絵像をかき、木像につくれるは、ちいさくかけばちいさきかたち、おほきにかけばおほきなるすがたなり。ただその分をまもるがゆへに真実にあらず。不可思議光如来ともいひて、文字にあらはせるときはすなはち分量をささざるゆへに、これ浄土の真実の仏体をあらはせるなり（引用：『弁述名体鈔』）
意味：絵像を書き、木像を作るなら小さく書けば小さい形、大きくかけば大きな姿でかける。ただその分量をまもるために、真実ではない。不可思議光如来と、文字に表したときはすなわち分量では表さないために、名号本尊が浄土の真実の仏体を表しているのである。

### 本願寺八代目蓮如の根拠
「他流には『名号よりは絵像、絵像よりは木像』というなり。当流には
『木像よりは絵像、絵像よりは名号』というなり」
(引用：御一代記聞書)
意味：真実の弥陀の救いを知らない人たちは、名号よりも絵像(絵に描いた阿弥陀仏)がよい、絵像よりも木像本尊が有り難く拝めるからよいと言っている。だが親鸞聖人は、木像より絵像、絵像よりも名号が浄土真宗の正しい御本尊であると教えられている。

蓮如上人の御時、あまた御流に背き候本尊以下、御風呂の度毎に焼かせられ候。
（引用：『御一代記聞書』）
意味：蓮如上人はあるとき、多くの親鸞聖人の教えに反する本尊（木像や絵像など）を、お風呂の度毎に、焼却されました。

「おれほど名號かきたる人は、日本にあるまじきぞと仰候き」（引用：『空善記』）
意味：私ほど数多くの名号を書いた者はいないだろう。
蓮如は、本尊とするよう「六字名号」などを紙または絹に書し、庶民に与えた。このことにより、各家庭に本尊を安置することが可能になり、急速に教化されていく理由の1つとなる。

### 仏教学者等による名号本尊の根拠
平成１９年、本願寺の宗制（宗門の最高法規）が60年ぶりに改正され、本尊について、
「阿弥陀如来（南無阿弥陀仏）一仏である」と、六字の御名号が加えられた。

佐々木月樵（元大谷大学学長）
蓮如上人の頃に至るに、尚ほ真宗のの本尊としては名號本尊の重せらるる事は、また、その御語にても明か也。云く、他流には名號よりは絵像、絵像よりは木像といふ也。当流には木像よりは絵像、絵像よりは名號といふ也と。絵像、木像は、分量にわたりて實義を示しがたく、最も適切に、名體不二、眞實至誠の佛體を顯示するものは、恐くは、この名號にまさるものなければなり。
川添泰信（本願寺派僧侶）
親鸞自身が名号を礼拝の対象とし、門弟が本尊授与をのぞんだときには、名号を本尊として与えた。名号を本尊としたのは、親鸞の独創によるものだ。親鸞は形象の阿弥陀仏（つまり仏像）の礼拝にも否定的だったが、それは仏像を見て浄土に生まれることを願うのは観仏という自力の行であって、他力の念仏者がすべきことではないからだという。今日の本願寺教団の基盤をつくった本願寺第八代蓮如は、「木像よりは絵像、絵像よりは名号」と表現して、親鸞が名号を本尊とした主旨を鮮明にし、自らも六字名号を数多く書き、門徒に配布した」。
木村世雄
覚如の『改邪鈔』には明確に「本尊なおもて『観経』所説の第八の像観よりいでたる丈六八尺、随機現の形像をば、祖師あながち御庶幾御依用にあらず、天親論主の論文すなわち「帰命尽十方無碍光如来」をもて真宗の御本尊とあがめましましき。いはんやその余の人形においてあにあがめましますべしや。末学自己の義すみやかにこれを停止すべき(『真聖全』三の六六頁)」とあることから、親鸞は最優先的に名号本尊を用いていたことが理解できる。
重松明久
親鸞も専ら名号本尊を依用していた。親鸞主義に徹しようとした覚如が、名号本号本尊以外に、阿弥陀如来像を造立する意図をもっていたか否か、極めて疑わしい。
梅原真隆
蓮如上人は名號本尊の復古者でありました。「他流には名號より絵像、絵像よりは木像といふなり、当流には木像よりは絵像、絵像よりは名號といふなり」といふのが蓮如上人の非常に卓抜な批判でありました。これは一面からいうと蓮如上人が本尊に対する復古運動が行われたのであります。。
大原性実
『幕歸綸詞』四には「この信房は安心などこそ師範と一味ならぬとは申せども、さる一道の先達となられければ(中略)かかる時も他の本尊をばもちず、無碍光如来の名號ばかりをかけて一心に念佛せられけるとぞ」 (法要本二十六丁)とあり、『最須敬重繪」五には「その中にかの大徳(信房)も、くはいられけるが、聖人よりたまはれけ無碍光如来の名號のいつも身をはなたれぬを頭にかけ馬上にても他事なく念佛せられけり」(法要本六頁)とある。これ等の文によれば親鸞聖人が本尊として崇敬信仰の対象とせられたのは、木像絵像ではなく、名号本尊であったのが解る。（中略）必ずしも聖人の当時には絵像や木像が使用せられず、又聖人が絶対に絵像木像の本尊を崇敬せられなかつたといふことは出来ないかも知れぬと思ふが、たとへ用ひられたとしてもそれはほんの一時期或は限られた場合であつて、多くは名號本尊を拝されたのであらうことは『改邪鈔』等の記録より見るも、亦聖人が臨終來迎を斥けられた等の思想より見るも、明白であつて、これに就いては既に先輩の意見もほど一致してゐるところである。。

## 浄土真宗で名号本尊のみを本尊とする見解
親鸞・覚如・蓮如の著書に根拠を求める
大原性実（龍谷大学教授）
果して然らばわが浄土真宗の本尊論は如何が解決すべき。そは蓮如上人の故智に學びて、親鸞聖人の古に復るべしと云はねばならぬ。名號本尊こそ地上に於ける信仰の對象として救済の佛格表詮の象徴として最も安當である。何となれば一切衆生は名號の仲介なくして一如にも如来にも接し得る何等の手がりがないからである。 名號こそ人生に於ける如来の唯一の顕現であり表象である。 されば法霖が立尊を以て直ちに人生への顯現なりと考察せしてとは未だ疎漏であつて當を得ざるもの許せざるを得ないのである。故に浄土真宗に向って偶像崇拜なりといふ批難も真宗本尊の本質を誤解せるものにとつては確かに傾聽すべきである。 吾等は常に真實に對してひたる眼の所有者たらんとする。而して幻影と錯覚との世界に迷いつつ邪偽と虚假との奈落に墮落せんとする。佛もと偶像に非ず、偶像たらしむるは実に吾等盲ひたる眼そのものである。ここに「木像よりは絵像、絵像よりは名號」の警聲を聞かねばならぬ。かくて親鸞聖人を初め、覚如、蓮如両上人がいづれも形像本尊を若くは傍にして名號本尊を使用し給ひし意趣を讃仰せざるを得ない次第である。
下村諦信
十字名號を本尊として使用したのは、最も純粋に真の俳格を解放し且つ最も鮮明に真実の佛力を顕彰すべく、深刻な批判的發揮であつたやうに思はれる。行像本尊よりも名号本尊を崇敬した心持が、そのま十字名號の依用として貫いている（中略）世には偶像の再興を説くものがある。それは誤った考えといはなくてはならない。古い偶像から新らしい偶像にづくのは、あはれな流轉輪廻の過程にすぎない。吾等は一切の偶像を打破して、眞佛の前に合掌しなくてはならない。
柘植信秀（浄土真宗本願寺派築地常栄寺）
親鸞以後の真宗が、いつの頃からか、偶像の如来を本尊として動的立像の彌陀佛を奉安し、からうじて浄土宗の静的坐像の本尊に簡らんで居る態度は、親鸞の生命と精神とを没却した悲しい形式ではないか、それは無生命の伝統的思想に逆転したのである。蓮如上人も「木像よりは絵像、絵像よりは名號」といはれた。たとひ教団擁護のためとはいへ、また機品相應の救済のためとはいへ、所説の立空中の本尊を使用することは、哲人親鸞の偉業を没却したといへるでないか 。
中西智海（勧学）
ここに至って親鸞のいう名号が如何に宗教的意義が存するかは窺知出来るであろう。名号によらざれば仏体を観ずる事の出来ぬ凡夫が仏に成ることは出来ないのである。全く他力廻向の名号の独用であるといわねばならぬ。名号こそ、人生における如来の唯一の顕現であり、表象である。しかも、それは全く法界の自然であり願の必然である。それは、又「空」「縁起」「般若」の場に立つ思想の帰結である。従って、真宗における本尊も、法霖が住立尊を以て直ちに人生への顕現なりこと考察する如き誤りを廃して名号本尊の宗教的意義特異性を強調すべきであるとした。そこに初めて、形像本尊も真に偶像でないという事が明らかにされると思われる。蓮如の「木像よりは絵像、絵像よりは名号」の深意を感佩すべきである。。
高森顕徹 （浄土真宗親鸞会創設）
木像や絵像本尊を排して名号本尊となされたのは、親鸞聖人が最初であったのです。これは決して、時代背景とか、住居の影響とかというような、枝葉末節の問題で聖人がなされたものでは断じてない。親鸞聖人が名号を本尊となされたのは、実に、仏教の至極である釈尊の「本願成就文の「聞其名号」の教えによってなされたことであった。。

## 浄土真宗で本尊を木像でも絵像でも良いとする見解
親鸞聖人・覚如上人・蓮如上人以外に根拠を求める
山科御坊之事並其時代事を根拠
本尊木像安阿作　如今。左方北太子絵像讃如常蓮如御筆・六高僧御影。右南法然聖人一尊御影讃如常蓮如御筆両方共に三具足・燈台あり。（『真聖舎五ー六二九～六三〇）山科本願寺では、木像本尊が安置されてたとされる文章である。しかし「山科御坊之事並其時代事」について、蓮如言行録ではないこと、実語84歳のときの回顧録であり、同時代史料ではないので厳密には史料批判が必要であるため、蓮如の本尊を議論する際には、蓮如の著書、言行録、他の資料から総合的に判断すべきである。他の記録にもない記載であるため、この一つをもって、木像本尊を崇拝していたとすべきではないだろう。
現在の浄土真宗寺院
現在の浄土真宗寺院のほとんどが、絵像・木像本尊である。浄土真宗の開祖親鸞聖人、親鸞聖人の教えを要約し闡明にされた覚如上人、浄土真宗の中興の祖である蓮如上人が本尊とされていたにもかかわらず、名号本尊を用いないでいいのか、疑問が呈されている。
名号本尊から、木像本尊に逆転する流れは11代目顕如上人の後、本願寺が西本願寺と東本願寺に分裂し、東西本願寺が末寺を勧誘するために、1602年頃から多くの木像本尊を下付するようになった。西本願寺もこれにつられ、現状に至っている。